# Korsunivka, Lohvîțea
Korsunivka (în ucraineană Корсунівка) este localitatea de reședință a comunei Korsunivka din raionul Lohvîțea, regiunea Poltava, Ucraina.

## Demografie
Componența lingvistică a localității Korsunivka
     Ucraineană (97,19%)
     Rusă (1,87%)
     Alte limbi (0,94%)
Conform recensământului din 2001, majoritatea populației localității Korsunivka era vorbitoare de ucraineană (97,19%), existând în minoritate și vorbitori de rusă (1,87%).